# Lou Adler

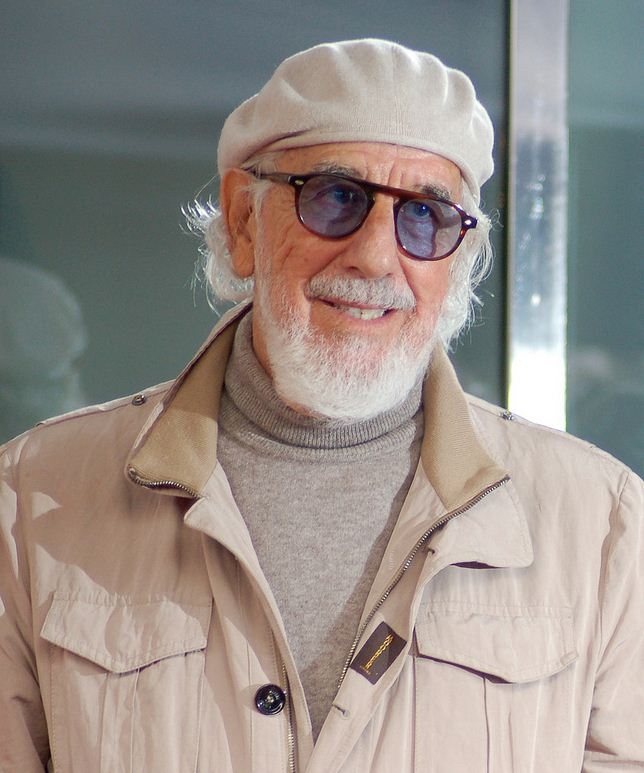
Lou Adler (2012)

Lou Adler (* 13. Dezember 1933 in Chicago, Illinois) ist ein US-amerikanischer Musik- und Filmproduzent und Filmregisseur.

## Leben
Adler wuchs in East Los Angeles in einer jüdisch-mexikanischen Familie auf. 
Mit Herb Alpert schrieb Adler unter anderem den Song Wonderful World für Sam Cooke, der 1960 erschien und mehrfach gecovert wurde.
1964 gründete Adler das Plattenlabel Dunhill Records, dessen Präsident und Chef-Musikproduzent er von 1964 bis 1967 war. Im Jahr 1965 nahm er bei Dunhill die Folkrock-Band The Mamas and the Papas unter Vertrag, die für einen raschen Umsatzanstieg sorgte. 1967 verkaufte er die Firma für drei Millionen US-Dollar an ABC Records.
1972 gewann er zwei Grammy Awards als Produzent des Songs It’s Too Late von Carole King.
Adler produzierte 1975 den Kultfilmklassiker The Rocky Horror Picture Show, 2016 war er auch an der Neuverfilmung The Rocky Horror Picture Show: Let’s Do the Time Warp Again als Produzent beteiligt. 1978 gab er mit dem Film Viel Rauch um nichts sein Debüt als Regisseur.
Lou Adler heiratete 1964 die Schauspielerin und Sängerin Shelley Fabares und produzierte mehrere ihrer Songs. Sie trennten sich im Jahr 1966, wurden aber bis 1980 nicht geschieden. Danach heiratete er Page Hannah, jüngere Schwester der Schauspielerin Daryl Hannah. Das Paar hat vier Söhne.

## Musikproduzent
- 1965: Eve of Destruction von Barry McGuire
- 1966: If You Can Believe Your Eyes and Ears von The Mamas and the Papas
- 1967: San Francisco (Be Sure to Wear Flowers in Your Hair) von Scott McKenzie
- 1971: Tapestry von Carole King

## Filmproduzent
- 1968: Monterey Pop. Regie: D. A. Pennebaker
- 1970: Nur Fliegen ist schöner. Regie: Robert Altman
- 1975: The Rocky Horror Picture Show. Regie: Jim Sharman
- 1978: Viel Rauch um nichts. Produzent & Regie: Lou Adler